# 書上春菜
書上 春菜（かきあげ はるな、5月29日 - ）は、日本の女性声優。群馬県佐波郡玉村町出身。BLACK SHIPジュニア所属。

## 略歴
幼馴染に職業としての声優があることを教えてもらってから小学校の頃から「声優になりたい」と思っていたという。
子供の頃になりたかった職業については小学校低学年の時に「介護士になりたい」と言っており、それ以前は覚えておらず、その後は「声優」と言ってるという。
アルバイトとしては高校時代はコンビニ店員をしていたが、その後は唐揚げ屋、イタリアンの厨房をしていた。
東京アニメーションカレッジ専門学校、マウスプロモーション附属俳優養成所卒業。以前はケンユウオフィスに所属していた。
2020年8月1日よりBLACK SHIPにジュニア所属。

## 人物
趣味は歌うこと、絵を描くこと、ボードゲーム、コスプレ。特技は歌、タイピング、お茶をたてること。
方言は群馬弁。資格は普通自動車運転免許。

## 出演
太字はメインキャラクター。

### テレビアニメ
2014年
- アイカツ!（ファン）
- 少年ハリウッド -HOLLY STAGE FOR 49-（観客）

2018年
- ブラッククローバー（2018年 - 2020年、ソル・マロン）
- しまじろうのわお!（ぴょんきち）
- ドラえもん（テレビ朝日版第2期）（人々）
- お前はまだグンマを知らない（インタビュアー、先生、クラスメイト、キャスター）

2019年
- パパだって、したい（女性2）

2020年
- LISTENERS リスナーズ（カウンシル部隊）

2021年
- 怪病医ラムネ（リポーター、香織、千晴、隣人、雷 他）
- BORUTO-ボルト- NARUTO NEXT GENERATIONS（アカリ）

2022年
- 乙女ゲー世界はモブに厳しい世界です（ミリー）
- 骸骨騎士様、只今異世界へお出掛け中（エルフ、娼婦）
- BIRDIE WING -Golf Girls' Story-（選手A）
- 彼女、お借りします（2022年 - 2023年、女の子、劇場従業員） - 3シリーズ
- 勇者パーティーを追放されたビーストテイマー、最強種の猫耳少女と出会う（受付）

2023年
- デキる猫は今日も憂鬱（街の人々、女性B）
- 名探偵コナン（スタッフ）

2024年
- キングダム（女の子）
- ありふれた職業で世界最強 season 3（外殺のネアシュタットルム、男の子）

2025年
- ちょっとだけ愛が重いダークエルフが異世界から追いかけてきた（女性）
- 自動販売機に生まれ変わった俺は迷宮を彷徨う 2nd season（ハンター協会職員）
- ずたぼろ令嬢は姉の元婚約者に溺愛される（令嬢B）

### Webアニメ
- バキ（2020年、観客）

### ゲーム
2017年
- 学園ヘブン2

2018年
- 覇王の天下（お初、お市、立花ぎん千代）
- 謀りの姫（靖雪公主、趙飛燕、白髪魔女）
- ファイトリーグ ピリオド28（福水ヨウ）
- ブラッククローバー グリモワールバトル（ソル・マロン）
- ブラッククローバー 夢幻の騎士団（ソル・マロン）
- ミラージュ・メモリアル（織田信長、ダーウィン、メネス）

2019年
- RAGE 2
- モンスターストライク（2019年 - 2023年、フツヌシ）
- 元気封神（鄧蝉玉、雷震子、碧霄、雲霄）

2020年
- CocoPPa Dolls（エステル）

2021年
- レッド：プライドオブエデン（ヘルメス）
- Caligula2（八雲朱音、他）

2022年
- 信長の野望 覇道（大祝鶴、愛姫）

2023年
- ダークテイルズ〜鏡と狂い姫〜（フィリー姫、モルジアナ、緑の妖精、クマナラ）
- ヘブンバーンズレッド（ソーニャ、ハンナ）
- タワーオブスカイ（ブラーバ）

### 吹き替え

#### 映画
- ザ・サイレンス 闇のハンター（ジュード）
- DOOM/ドゥーム:アナイアレーション（リー）
- トゥルース・オア・デア 〜殺人ゲーム〜（図書館女、婦警）

#### ドラマ
- El Corazón de Sergio Ramos（セルヒオ・ラモス・Jr）
- ザ・ウィドウ 〜真実を求めて〜（ルイーズ）
- ファミリー・ストーリー 〜これみんな家族なの?〜（エルヴィス、ジェヌビエーブ）
- ブラック・サマー: Zネーション外伝 （サン）
- ブラッド&トレジャー 伝説の秘宝

#### アニメ
- おっはよー!アンクル・グランパ（セイレーン、店員 他）
- ピンキー・マリンキー（ティナ 他）
- Llama Llama（ギルロイ）

### デジタルコミック
- おまえと恋なんか絶対ない（2022年、受付、マキの母、女子C、千明[26]）

### オーディオドラマ
- ありふれた職業で世界最強 ボイスドラマ（2024年、外殺のネアシュタットルム）

### シリーズ一覧
1. ↑  第2期（2022年）、第3期（2023年）